# Hypophthalmichthys molitrix
Carpe argentée, Amour argenté
Espèce
Statut de conservation UICN

 NT  : Quasi menacé
Hypophthalmichthys molitrix, la Carpe argentée ou Amour argenté, est une espèce de poissons d'eau douce et saumâtre de la famille des Cyprinidae, originaire de Chine et de la Sibérie orientale.

## Répartition et habitat
Ce poisson se rencontre plus spécialement dans le bassin de l'Amour d'où elle tire son nom tout comme l'Amour blanc, un poisson de la même famille. On l'appelle aussi Carpe chinoise filtreuse pour ses grandes capacités à « nettoyer » les étangs. Elle est herbivore et consomme de grandes quantités de phytoplancton, ce qui lui a valu d’être introduite de par le monde dans différentes zones de piscicultures. En Europe c’est généralement un poisson domestique d’eau close et un très bon allié pour les gestionnaires de plans d’eau car il dépollue les eaux tout en empêchant la vase de s'accumuler. Néanmoins, sa voracité peut dans certains cas endommager tout un écosystème. Pour cette raison, il est interdit de l’introduire dans les fleuves ou rivières. Un débat aux États-Unis est en cours.
Dans leur milieu naturel en Chine, les jeunes amours argentés se cachent dans les herbiers des fleuves tièdes. Après l’âge de deux ans, ils fréquentent les fonds des fleuves. En France, ils affectionnent les lacs et étangs et se nichent généralement dans les fonds.

## Dénominations
- Nom scientifique valide : Hypophthalmichthys molitrix  (Valenciennes, 1844)[2].
- Nom normalisé (nom technique) FAO : Carpe argentée[3],[2].
- Noms vulgaires (vulgarisation scientifique) recommandés ou typiques en français : Carpe argentée[2],[4],[5],[6],[7] et Amour argenté[2],[4]
- Autres noms vernaculaires (langage courant), pouvant désigner éventuellement d'autres espèces : Carpe asiatique[2],[4], Carpe chinoise[2],[4].

## Morphologie

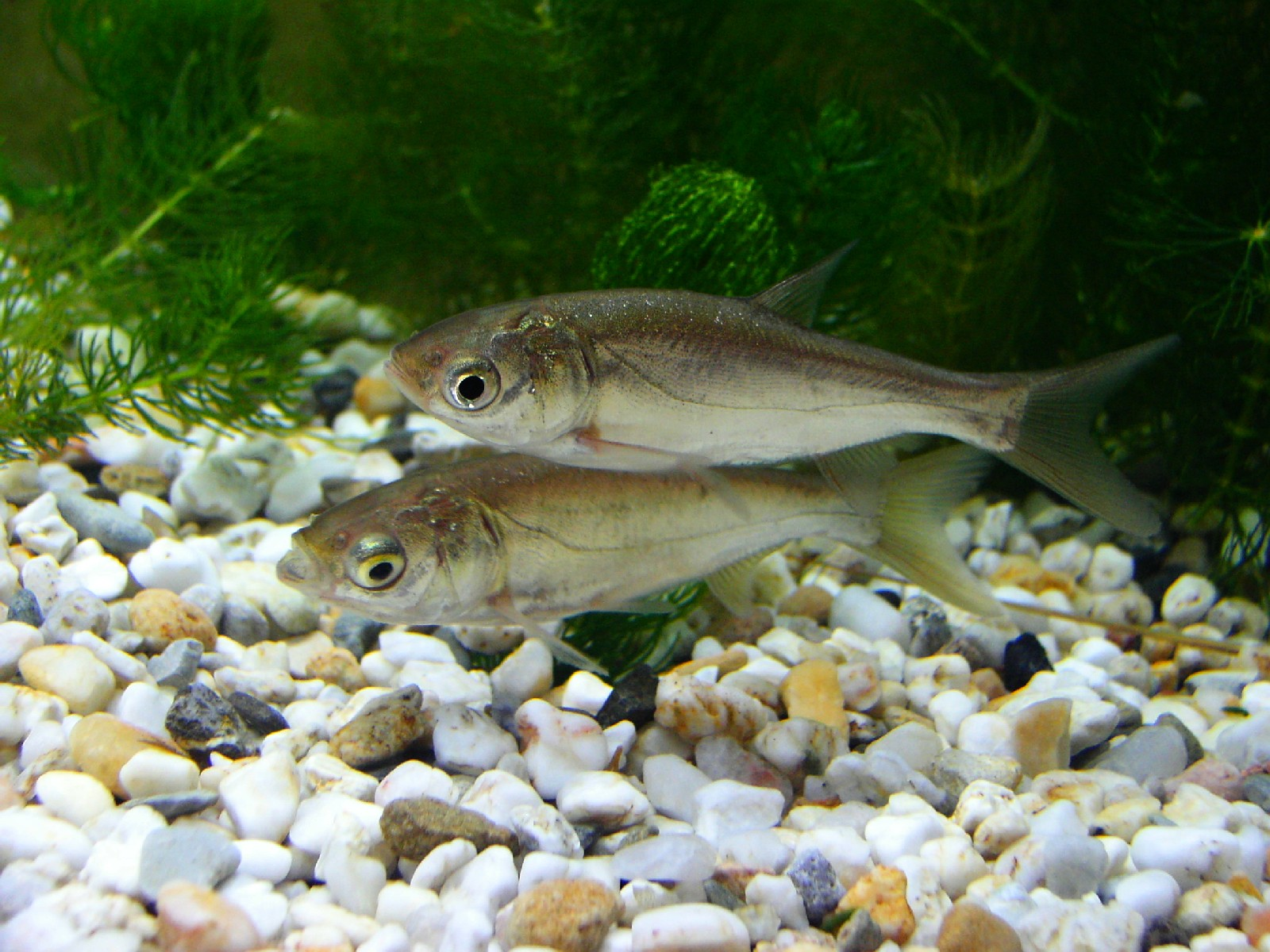
Juvéniles.

L’Amour argenté a un corps allongé, assez haut avec une tête large et pointue. Sa bouche est dite supère (mâchoire inférieure proéminente, type brochet), il n’a pas de barbillons, ses écailles sont très petites et argentées (110 à 124 le long de la ligne latérale). Les yeux sont situés en sous la ligne médiane du corps. La nageoire dorsale comporte 11 à 15 rayons, la nageoire anale en a 14 à 17 (les deux ou trois premiers rayons sont légèrement ossifiés). Il a aussi des dents pharyngiennes (dents implantées sur les os). Chez les jeunes sa couleur le rend très reconnaissable jusqu’au troisième été, comme son nom l’indique la face ventrale et les flancs sont argentés. Après cela il devient gris plomb.

## Alimentation
Après que les alevins aient absorbé leur sac vitellin (sac collé au « bébé » poisson qui lui permet de se nourrir), les petits poissons se rendent dans des endroits calmes des fleuves pour se nourrir de zooplancton jusqu’à atteindre 5 à 10 cm. Par la suite ils deviennent végétariens et se nourrissent exclusivement de phytoplancton. Les arcs branchiaux sont équipés de filtres qui récupèrent les diatomées, les cyanobactéries ou encore les haptophytes.

## Reproduction
La maturité sexuelle est atteinte entre 3 et 5 ans. Le frai se déroule pendant les mois d’été (23 à 24 °C). La femelle peut avoir jusqu’à 500 000 œufs. Les œufs ne se fixent pas et doivent dériver dans l’eau. La durée d’incubation est de 200 jours et la température idéale pour l’éclosion est de 25 °C.

## Croissance
Il semble difficile de trouver des données exactes en ce qui est de la taille ou du poids à l’éclosion et aux différents âges. Cela peut peut-être s'expliquer par le milieu où ils vivent (pauvre en phytoplanctons, froid). Un site a fait une moyenne sur la taille adulte qui serait de 30 à 90 cm pour un poids de 5 à 30 kg. Mais on en connaît d’énormes spécimens. Le record homologué pour la France est détenu par Henry Karl à Fismes, le 19 avril 2008, à la rivière Vesle à Fismes, avec un sujet de 66,6 kg.

## Règlementation
Il y a un très grand quiproquo entre le règlement européen n°708/2007, entré en application le 1er janvier 2009 qui dit que les carpes amour, argentées et marbrées ne font pas partie des espèces ayant des effets négatifs sur l'environnement. Alors que la réglementation française après la loi sur l'eau et les milieux aquatiques du 30 décembre 2006 interdit sous peine de 9 000 € d'amende la présence de ces espèces en pisciculture et eaux closes. L'Office national de l'eau et des milieux aquatiques a déjà procédé à des abattages. Depuis les pisciculteurs sont tourmentés et ne savent quelle position adopter. La carpe ne se nourrit que de phytoplancton, des scénarios catastrophes ont lieu en ce moment aux États-Unis où l'écosystème est endommagé dans certains lacs et dans les bayous du Mississippi. Mais d'un autre côté, elle rend énormément service pour nettoyer naturellement les étangs. Son introduction est interdite au Canada.

## Systématique
Le nom valide complet (avec auteur) de ce taxon est Hypophthalmichthys molitrix (Valenciennes, 1844).
L'espèce a été initialement classée dans le genre Leuciscus sous le protonyme Leuciscus molitrix Valenciennes, 1844.
Hypophthalmichthys molitrix a pour synonymes :
- Abramocephalus microlepis Steindachner, 1869
- Cephalus mantschuricus Basilewsky, 1855
- Hypophthalmichthys dabryi Bleeker, 1878
- Hypophthalmichthys dabryi Guichenot, 1871
- Hypophthalmichthys dybowskii Herzenstein, 1888
- Hypophthalmichthys mantschuricus (Basilewsky, 1855)
- Hypopthalmichthys molitrix (Valenciennes, 1844)
- Hypothalmichthys molitrix (Valenciennes, 1844)
- Hypothamicthys molitrix (Valenciennes, 1844)
- Leuciscus hypophthalmus Richardson, 1845
- Leuciscus molitrix Valenciennes, 1844
- Onychodon mantschuricus (Basilewsky, 1855)

### Étymologie
Son épithète spécifique, du latin molitrix, « meunière », allusion non expliquée, faisant peut être référence à ses dents pharyngiennes utilisées pour broyer le phytoplancton.